# Mademoiselle La Grange
Pour les articles homonymes, voir La Grange.
Marie Ragueneau de l’Estang, dite Mlle Marotte puis Mlle de La Grange après son mariage en 1672 avec le comédien La Grange, est une comédienne française née le 18 mai 1639 à Paris, où elle et morte le 3 février 1727. Elle fait partie de la Troupe du Roy jusqu’en 1692.

## Biographie
Son père, Cyprien Ragueneau, est un célèbre pâtissier-traiteur de la rue Saint-Honoré, qui à la naissance de sa fille en 1639 se déclare « pâtissier de Monsieur le Cardinal de Richelieu ». Si l'on en croit Dassoucy, qui a tracé de sa folie un portrait inspiré (dans Les Aventures d'Italie de Monsieur Dassoucy, 1677), Ragueneau se ruine par amour pour la poésie, faisant crédit à tous les poètes qui hantent sa boutique. Après un an de prison, il quitte Paris avec sa femme et ses trois enfants et rejoint dans le Languedoc la troupe de Molière au début des années 1650. C'est alors qu'il prit son surnom de comédien : « sieur de l'Estang ». Dassoucy raconte encore que, incapable de tenir le plus petit rôle de théâtre, il aurait fini comme moucheur de chandelle dans une autre troupe et mourut en 1654. Il inspirera à Edmond Rostand le personnage de Ragueneau, pâtissier-poète, dans Cyrano de Bergerac.
Marie, dite Mlle Marotte, est peut-être entrée dans la troupe en tant que femme de chambre des comédiennes, mais le registre de La Grange indique qu'après le retour de la troupe de Molière à Paris (1658) elle était l'une des receveuses du théâtre. Certains historiens lui attribuent un petit rôle dans Les Précieuses ridicules (1659), arguant du fait que la servante s'appelle Marotte, puis celui de Georgette dans L'École des femmes en 1663, parce qu'un registre de la troupe lui attribue 3 livres à plusieurs reprises lors des représentations de la pièce, et qu'en 1685 elle finit par obtenir ce rôle. Mais, dans un cas comme dans l'autre, ces affirmations restent sujettes à caution : L'École des femmes ne comprend qu'un seul autre rôle féminin (Agnès joué par Catherine de Brie), et la troupe disposait de Madeleine Béjart, de Marquise Du Parc, de la jeune Armande Béjart (et même de Louis Béjart, qui jouait quelquefois les femmes âgées ou ridicules), comédiennes de premier plan bénéficiant logiquement de la préséance. C'est d'ailleurs au titre de receveuse que Marie recevait 3 livres à chaque représentation au début des années 1660, comme le révèle le registre de La Grange. De plus, pendant les dix années suivantes, elle continua à faire la receveuse et l'ouvreuse, voir tout au plus quelquefois, comme certains de ses collègues, la figurante. Et lorsque la troupe finit par l’accepter comme comédienne au début des années 1670, ce n'est que sur l'insistance de La Grange et à condition qu’elle ne perçoive qu'une demi-part et qu’elle paie le salaire d'un gagiste chaque jour de représentation.
Le 25 avril 1672, elle épouse La Grange et prit alors le nom de Mlle de La Grange, sous lequel elle est le plus connue. Jouant très peu, elle passe à quart de part en 1680, et un mois après la mort de son mari, en 1692, elle quitte la troupe avec une pension de 1 000 livres, sans doute en égard au très grand talent et à l’énergie qu’a déployés son mari.
Elle meurt le 3 février 1727 à Paris, âgée de 88 ans.

## Quelques-uns de ses rôles
- La comtesse dans La Comtesse d'Escarbagnas le 2 décembre 1671 ;
- Béline dans Le Malade imaginaire le 10 février 1673 ;
- Dorimène dans Le Triomphe des dames de Thomas Corneille en 1676;
- Mme Patin dans Le Chevalier à la mode de Florent Carton Dancourt en 1687 ;
- Céphise dans La Coquette de Jean-François Regnard en 1691.

## Sources
- Henry Lyonnet, Dictionnaire des comédiens français, Bibliothèque de la revue Universelle Internationale Illustrée, Paris et Genève, 1902-1908
- Le Registre de La Grange, éd. E. Young & P. Young, Paris, Droz, 1947 (réimpression Slatkine 1977), tome II, p.21-24
- Dassoucy, Les Aventures d’Italie de Monsieur Dassoucy, chap. XII, Paris, Antoine de Rafflé, 1677 ; éd. Dominique Bertrand, Paris, Champion, 2008, p. 401-403.
- Molière, Œuvres complètes, édition G. Forestier et C. Bourqui, Bibliothèque de la Pléiade, Paris, Gallimard, 2010 (2 vol.; en particulier la longue note 2 de la p.1341)